# Channelsea River
Der Channelsea River ist ein Wasserlauf im London Borough of Newham. Er ist Teil der Bow Back Rivers und mündet in den Bow Creek einen Teil des River Lea.
1957/1958 wurde der Channelsea River in einen unterirdischen Durchlass zwischen der Stratford High Street und Lett Road verlegt.
1994 wurden 4.000 Tonnen (entsprechend 60 %) des als „Euston Arch“ bekannten Bahnhofsanbaus im Channelsea River und dem Prescott Channel gefunden.
Die Channelsea Island liegt im Wasserlauf.